# Сыроежино (Ярославская область)
Сырое́жино — деревня Шашковского сельского округа в Назаровском сельском поселении Рыбинского района Ярославской области .
Деревня расположена на левом берегу реки Колокши. Река здесь течёт в глубокой долине. Деревня расположена в верхней части спускающегося к реке склона высотой около 25 м. Ранее по левому берегу Колокши ниже Сыроежино были деревни Бовыкино и Гундериха, теперь они не существуют. Примерно в 2 км на восток от Сыроежино, на том же берегу Колокши - деревня Чернышево, а через реку от Чернышева - Селезнево , ниже по течению Колокши на другом, правом её берегу примерно в 2 км на северо-запад - деревня Борзово. Во всех названных деревнях постоянных жителей не числится. Ближайшие населенные пункты с постоянным населением удалены примерно на 4 км — Шестовское на восток и Титовское на юго-запад. На юг, юго-восток и северо-восток от Сыроежино — незаселенные лесные массивы .
На 1 января 2007 года в деревне не числилось постоянных жителей . Деревня обслуживается почтовым отделением Ераково, это последняя деревня обслуживаемая почтой в Ераково вверх по Колокше. Далее действует почтовое отделение в Шашково. Почтовых данных о числе домов в деревне нет . На 16 мая 2014 года в деревне насчитывается 4 дома, на летний период в деревне 2 дома являются жилыми.